# Sinaloa behrensi
Sinaloa behrensi är en insektsart som beskrevs av Scudder, S.H. 1897. Sinaloa behrensi ingår i släktet Sinaloa och familjen gräshoppor. Inga underarter finns listade i Catalogue of Life.